# Scabrotrophon
Scabrotrophon is een geslacht van weekdieren uit de klasse van de Gastropoda (slakken).

## Soorten
- Scabrotrophon bondarevi (Houart, 1995)
- Scabrotrophon callosus (Nomura & Hatai, 1940)
- Scabrotrophon cerritensis (Arnold, 1903)
- Scabrotrophon chunfui Houart & Lan, 2001
- Scabrotrophon clarki McLean, 1996
- Scabrotrophon densicostatus (Golikov in Golikov & Scarlato, 1985)
- Scabrotrophon emphaticus (Habe & Ito, 1965)
- Scabrotrophon fabricii (Møller, 1842)
- Scabrotrophon grovesi McLean, 1996
- Scabrotrophon hawaiiensis Houart & Moffitt, 2010
- Scabrotrophon inspiratus Houart, 2003
- Scabrotrophon kamchatkanus (Dall, 1902)
- Scabrotrophon lani Houart & Sun, 2004
- Scabrotrophon lasius (Dall, 1919)
- Scabrotrophon maestratii Houart & Héros, 2016
- Scabrotrophon maltzani (Kobelt, 1878)
- Scabrotrophon manai Houart & Héros, 2016
- Scabrotrophon maranii Houart & Héros, 2016
- Scabrotrophon nodulosus (Golikov in Golikov & Scarlato, 1985)
- Scabrotrophon puillandrei Houart & Héros, 2016
- Scabrotrophon regina (Houart, 1986)
- Scabrotrophon rossicus (Egorov, 1993)
- Scabrotrophon scarlatoi (Golikov & Sirenko, 1992)
- Scabrotrophon tegularis (Golikov & Gulbin, 1977)
- Scabrotrophon undocostatus (Golikov & Sirenko, 1992)
- Scabrotrophon yurii (Egorov, 1994)